# Rhizophagus ferrugineus
Rhizophagus ferrugineus är en skalbaggsart som först beskrevs av Gustaf von Paykull 1800.  Rhizophagus ferrugineus ingår i släktet Rhizophagus, och familjen gråbaggar. Arten är reproducerande i Sverige.